# سیمون ویزنتال
سیمون ویزنتال (آلمانی: Simon Wiesenthal; ۳۱ دسامبر ۱۹۰۸ – ۲۰ سپتامبر ۲۰۰۵) یک یهودی اهل اتریش و از مشهورترین بازماندگان هولوکاست بود. وی به خاطر تلاشش در پیگرد و دستگیری و به دادگاه کشاندن افراد مرتبط با هولوکاست شهرت دارد. وی در سال ۱۹۷۷ سازمانی به نام مرکز سیمون ویزنتال تأسیس کرد.